# Glypta furcata
Glypta furcata är en stekelart som beskrevs av Dasch 1988. Glypta furcata ingår i släktet Glypta och familjen brokparasitsteklar. Inga underarter finns listade i Catalogue of Life.